# Alexandra, hraběnka z Frederiksborgu
Alexandra, hraběnka z Frederiksborgu, RE (* Alexandra Christina Manley, 30. června 1964) je první manželkou Joachima Dánského, mladšího syna královny Markéty II.
Alexandra má smíšené čínsko-evropské předky, do svého setkání s princem Joachimem v roce 1994 žila v britském Hongkongu. Manželi byli v letech 1995 až 2005 a měli spolu dva syny. Alexandra se po rozvodu znovu vdala a zůstala v Dánsku.

## Mládí a rodina
Alexandra Manley, potomek Angličanů, Chanů, Čechů a Rakušanů, se narodila 30. června 1964 v britském Hongkongu jako nejstarší ze tří dcer Richarda Nigela Manleyho (narozen v Šanghaji, potomek Angličanů a Chanů) a Christy Marie Manley (rozena Christa Maria Nowotny ve Vídni jako potomek Čechů a Rakušanů). Její otec byl vedoucím pojišťovny a matka vedoucí dopravní společnosti. Pokřtěna Alexandra byla v katedrále svatého Jana v Hongkongu. Chodila na Quarry Bay Junior School (1969–1971), Glenealy School (1971–1974) a Island School (1974–1982), všechny v Hongkongu.
Poté studovala mezinárodní podnikání na univerzitách v Rakousku, Japonsku a Anglii. Není známo, zda získala nějaký univerzitní titul. V letech 1990 až 1995 byla zaměstnaná GT Management (Asia) Ltd v Hongkongu, kde do roku 1993 pracovala v oblasti prodeje a marketingu a od roku 1993 jako zástupce generálního ředitele tohoto oddělení.

## První manželství a potomci
Alexandra se s princem Joachimem Dánským setkala na večírku v Hongkongu, kde pracoval pro dánskou přepravní společnost. Po bouřlivých námluvách, které začaly na konci roku 1994, princ Joachim poklekl a požádal Alexandru, s prstenem s diamantem a rubínem, o ruku. Stalo se tak na Filipínách, kde spolu pár zrovna pobýval. Jejich zasnoubení, které překvapilo jak dánskou královskou rodinu, tak rodinu Alexandry, bylo oficiálně oznámeno v květnu 1995.
Svatba se konala 18. listopadu 1995 v kapli zámku Frederiksborg v Hillerødu. Svatební oslavy se konaly v paláci Fredensborg. Alexandřinu róbu navrhl Jørgen Bender̟; měla na sobě Alexandrinin diadém, původně šperk královny Alexandriny Meklenbursko-Zvěřínské, který Alexandra dostala jako svatební dar od královny Markéty.
Po svatbě se Alexandra vzdala svého britského občanství i kariéry v marketingu. Změnila také své náboženské vyznání. Anglikánka Alexandra přešla ještě před sňatkem na evangelickou lutheránskou víru.
S princem Joachimem má Alexandra dva syny:
- 1. Nikolai Dánský (28. 8. 1999 Kodaň), princ dánský, hrabě z Monpezat
- 2. Felix Dánský (22. 7. 2002 Kodaň), princ dánský, hrabě z Monpezat

## Život princezny
Alexandra byla dánským lidem oblíbená. Známá svým smyslem pro módu a charitativní činností jí nazývali Dianou severu. Díky rodičům uměla plynně anglicky a německy, takže se rychle naučila také dánsky. Během několika málo měsíců již mluvila téměř bez přízvuku. „Nenávidím gramatiku, obzvláště tu složitou, ale výslovnost může být tvrdá, protože polykáme některá naše slova. Připomíná mi to trochu čínštinu... Říkat něco s vzestupem nebo poklesem může dát slovu úplně jiný význam“, vysvětlila v jednom rozhovoru. „Bylo to mé rozhodnutí, učit se jazyk okamžitě. Bylo by hrozné stát a mluvit s někým anglicky. Nebo někomu za něco děkovat. To by bylo naprosto hrozné. Tohle je můj nový domov a tak vlastně ani není jiná možnost.“
Kromě toho Alexandra mluvil také kantonsky. Na tiskové konferenci v roce 1995, na otázku, zda je schopna komunikovat s princem Henrikem v čínštině, odpověděla, že věří, že jeho čínština je lepší než ta její. Poté objasnila, že princ Henrik hovoří mandarinskou čínštinou, zatímco ona kantonštinou, jazykem převládajícím v Hongkongu.
Alexandra se i po svatbě věnovala dobročinné práci, která zahrnovala Dětský červený kříž, Dánskou společnost nevidomých, UNICEF a advokátní skupinu pro svobodné matky Mother Help. Byla také vyslankyní UNICEF, když odcestovala do Thajska navštívit pacienty s AIDS.

## Odloučení a rozvod
V polovině roku 2004 se v celém Dánsku a sousedním Švédsku a Norsku začaly objevovat zvěsti, že se její manželství s princem Joachimem zhoršilo. Ukázalo se, že řeči byly pravdivé. 16. září 2004 oznámili manželé své odloučení a případný záměr k rozvodu. Bylo to v královské rodině poprvé od roku 1846. Brzy následovaly zprávy v novinách, které spekulovaly o důvodech manželské roztržky. Dánský parlament Folketing se rozhodl dát Alexandru na seznam osob, jimž bude vláda posílat peníze, a to nezávisle na jejím případném budoucím sňatku. Alexandře byla přidělena každoroční renta 2, 1 milion dánských korun (330 000 USD). Pár se rozvedl 8. dubna 2005.

## Druhé manželství
V polovině roku 2005 se Alexandra začala objevovat společně s Martinem Jørgensenem, o 14 let mladším kameramanem a synem Jacoba Jørgensena. Jacob Jørgensen je v Dánsku znám svou filmovou produkční společností JJ Film, která vyprodukovala řadu dokumentárních filmů, na kterých spolupracovali a účastnili se jich členové královské rodiny.
3. března 2007 se Alexandra za Martina Jørgensena při soukromém obřadu v kostele Øster Egede, provdala. V září 2015 bylo oznámeno, že se hraběnka s Jørgensenem po osm a půl roku trvajícím manželství rozvádějí.
V roce 2007 se hraběnka Alexandra přidala ke správní radě Ferring Pharmaceuticals.
V roce 2017 bylo oznámeno, že přijme pozici předsednictví obchodu a vlády na Indianské univerzitě Kelley School of Business.

## Tituly, oslovení, vyznamenání a erby

Alexandra's monogram

### Tituly a oslovení
- 30. června 1964 – 18. listopadu 1995: Slečna Alexandra Christina Manley
- 18. listopadu 1995 – 8. dubna 2005: Její královská Výsost princezna Alexandra Dánská
- 8. dubna 2005 – 16. dubna 2005: Její Výsost Princezna Alexandra Dánská
- 16. dubna 2005 – 3. března 2007: Její Výsost Princezna Alexandra Dánská, hraběnka z Frederiksborgu
- od 3. března 2007: Její Excelence hraběnka z Frederiksborgu

### Vyznamenání
Národní vyznamenání
- : Řád slona
- : Řád královské rodiny
- : Památeční medaile ke stříbrnému výročí královny Markéty II.

Zahraniční vyznamenání
- : Řád bílé růže
- : Řád Adolfa Nasavského
- : Řád rumunské hvězdy

### Erby

Erb princezny Alexandry (1995–2005).
Erb hraběnky z Frederiksborgu (2005–)